# Mehcad Brooks
Mehcad Jason McKinley Brooks, född 25 oktober 1980 i Austin, Texas, är en amerikansk skådespelare. Brooks är mest känd som Matthew Applewhite i serien Desperate Housewives. Brooks har även haft roller i serier som Boston Public, One on One och Cold Case. År 2006 var Brooks för första gången med i en film, Glory Road